# 里帕

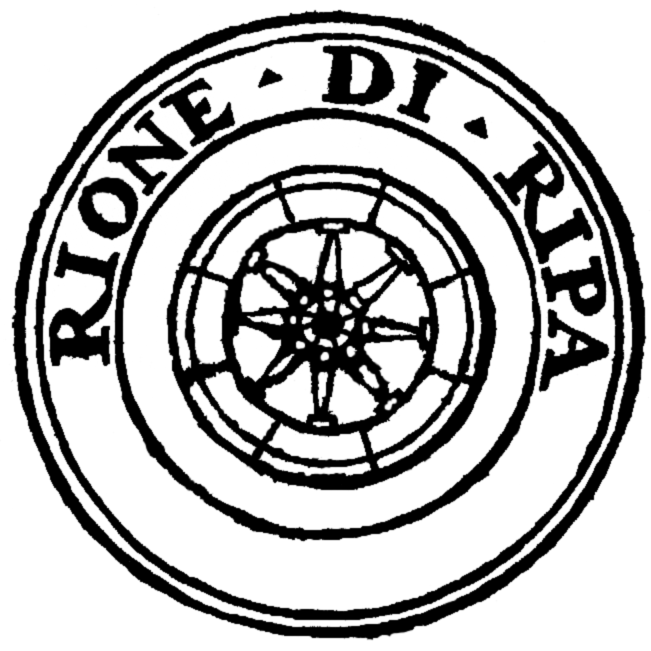
区徽

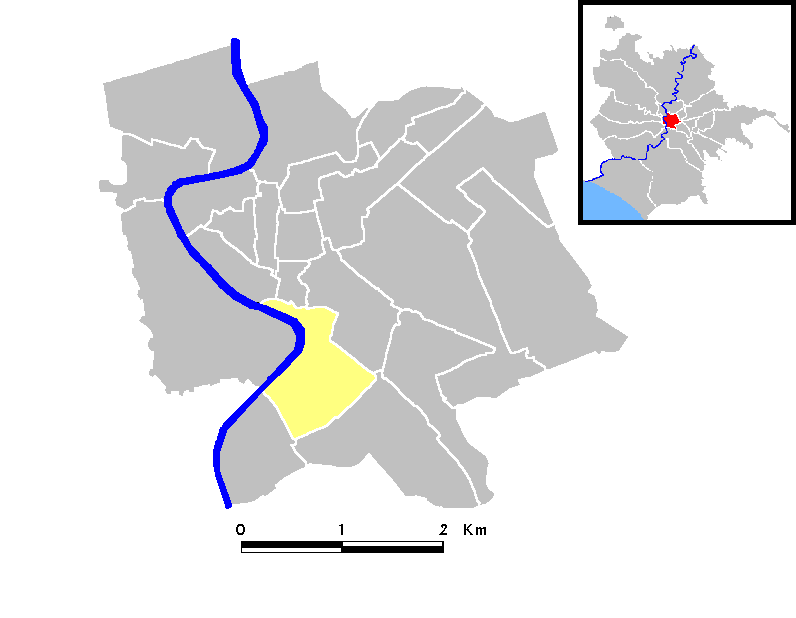
位置

里帕（義大利語：Ripa）是罗马的第十二区。其标志为红色背景上的白色的舵，纪念对岸特拉斯提弗列的Ripa Grande港口。
该区名胜有希腊圣母堂与真理之口、聖撒比納聖殿等。